# ТОР «Приамурская»
Территория опережающего социально-экономического развития «Приамурская» — территория в Амурской области России, на которой действует особый правовой режим предпринимательской деятельности. Образована в 2015 году. На начало 2022 года на территории зарегистрировано 20 резидентов, общая сумма заявленных инвестиций составляет 10,7 млрд рублей.

## Развитие территории
ТОР «Приамурская» была создана в 2015 году в соответствии с Постановлением Правительства РФ от 21 августа 2015 года № 879. В 2016 году территория была расширена в связи со строительством объектов социальной и вспомогательной инфраструктуры. Следующее расширение произошло в 2018 году, когда были прибавлены дополнительные участки для реализации инвестиционного проекта по строительству комбикормового завода. Впоследствии границы ТОР «Приамурская» расширялись еще дважды: в 2019 и 2021 гг..
Специализация ТОР «Приамурская» — производство пищевых и нефтепродуктов, складское хозяйство. Инвестиционный спрос в сфере логистики связан с тем, что территория находится вблизи трансграничного моста через реку Амур.

## Логистические проекты
В 2018 году якорный резидент ТОР «Приамурская» — ООО «Агрохим ДВ» построила логистический комплекс для хранения химических препаратов сельскохозяйственного назначения. Вместительность комплекса рассчитана на 1,6 млн литров.
Компания «Логист» строит хранилище для сои, пшеницы и кукурузы (объем до 30 тыс. тонн). Открытие комплекса запланировано на 2023 год. Аналогичный проект мощностью до 35 тыс. тонн реализует компания «Миля», которая планирует завершить строительство складского комплекса в 2024 году.
ООО «Легендагро Логистика Амур» создает транспортную компанию для автоперевозок зерна в объеме до 100 тыс. тонн в год. В рамках проекта запланировано международное сообщение с Китаем в объеме 3 340 рейсов в год.

## Трансграничная канатная дорога
В рамках ТОР «Приамурская» реализуется проект по строительству трансграничной канатной дороги, которая свяжет российский город Благовещенск и китайский городской округ Хэйхэ. Канатная дорога из четырех линий будет работать по маятниковому принципу. Ожидаемый пассажиропоток оценивается в 1 млн человек ежегодно.
Открытие дороги запланировано на первую половину 2023 года. Проект осуществляет компания «ЗЭД Девелопмент», общий объем инвестиций оценивается в 7,3 млрд рублей.